# Karabinek Grossfuss
Karabinek Grossfuss (niem. Grossfuss Sturmgewehr) – prototypowy karabinek automatyczny zaprojektowany pod koniec II wojny światowej przez Kurta Horna w firmie Grossfuss.

## Historia
W końcowej fazie wojny dziewięć prototypów karabinka Grossfuss zostało zdobytych przez nacierającą Armię Czerwoną; pięć z nich znaleziono na poligonie w Kummersdorfie. Broń ta w dokumentach sowieckich nosiła nazwę Automat Horna (karabinek automatyczny Horna). Sowieci przejęli także schematy broni i samego projektanta (Horn większość czasu po wywiezieniu do ZSRR spędził w fabryce nr 74, znanej później jako Iżmasz, gdzie przetrzymywano innych znanych niemieckich projektantów broni, w tym Hugo Schmeissera).
Chociaż całkowita liczba wyprodukowanych karabinków Grossfuss nie jest znana, odnotowane przez Sowietów liczne różnice w wymiarach części broni pomiędzy projektami a zdobytymi egzemplarzami wskazywały na eksperymentalny charakter broni, sugerując, że w momencie zakończenia wojny wciąż wprowadzano w niej poprawki konstrukcyjne.
Według osobistych notatek Horna wymagania Heereswaffenamt dla jego karabinka były następujące: musiał on działać na zasadzie odrzutu zamka swobodnego, wykorzystywać amunicję, magazynki i lufę karabinka StG44 (jednocześnie posiadając taką samą długość całkowitą), posiadać szybkostrzelność na poziomie 500 strzałów na minutę oraz masę do 4 kg. Wymóg stosowania odrzutu zamka swobodnego przekładający się na prostotę konstrukcji (z zaledwie kilkoma częściami) został zinterpretowany jako konieczność stworzenia broni taniej w produkcji. Problemem był jednak fakt, że wymagany nabój pośredni 7,92 × 33 mm generował znacznie większą energię, niż amunicja pistoletowa popularnie stosowana w pistoletach maszynowych z zamkami swobodnymi. Dla prawidłowego działania tego typu zamka, przy zasilaniu amunicją pośrednią, sam zamek musiałby ważyć przynajmniej 1,5 kg co trudno było pogodzić z oczekiwaną masą całej broni.
Horn poradził sobie z tym problemem, stosując nowatorskie rozwiązanie polegające na gazowym opóźnieniu odrzutu (niem. gasdruckverschluss). Pomysł był stosunkowo prosty: część gazów wydobywających się z komory została przekierowana w kierunku przeciwnym do ruchu zamka; ich nacisk uderzał w tłok połączony z samym zamkiem, spowalniając w ten sposób ruch tego ostatniego do tyłu. Taki zabieg pozwolił Hornowi zmniejszyć masę zamka do około 0,8–0,9 kg.
Podobny pomysł (jednak znacznie mniej wydajny) zastosował Karl Barnitzke przy konstrukcji bardziej znanego VG 1-5. Podczas gdy konstrukcja Horna odprowadzała gazy prochowe już z komory nabojowej, to w projekcie Barnitzkego następowało to dopiero przez cztery otwory w przewodzie lufy – zdecydowanie za późno by mieć znaczący wpływ na początkowe przyśpieszenie zamka (przez co w VG 1-5 ważył on 1,4 kg).

Rysunek ilustrujący zasadę działania karabinka Grossfuß

W karabinku Horna jeden koniec tłoka jest połączony z zamkiem za pomocą przegubu, a drugi koniec jest połączony z korpusem za pomocą małej sprężyny. Tłok wykazuje również ciekawy ruch boczny. Gdy zamek przesuwa się dalej do tyłu, tłok również przesuwa się nieco na boki, umożliwiając odprowadzenie większości gazu bez wywierania dalszego ciśnienia. Rolą małej sprężyny było zapewnienie powrotu główki tłoka do pozycji wyjściowej.
Celownik karabinka ustawiony był na 300 metrów. Broń posiadała trójpozycyjny przełącznik pomiędzy ogniem pojedynczym, ciągłym  i pozycją bezpieczną. Zamek ma dwa uchwyty, po jednym z każdej strony, które przypominają kształtem rogi. Radzieccy testerzy uznali je za raczej nieergonomiczne, ponieważ przy strzelaniu ogniem ciągłym mogły zranić dłoń strzelca. Stwierdzono również, że długość naciągu zamka jest zbyt długa, szczególnie dla strzelca w pozycji leżącej. Broń byłaby tania, jeśli weszłaby do masowej produkcji. Jedynymi frezowanymi częściami była lufa i głowica zamka.
Jeden ze zdobytych karabinków Grossfuss został przetestowany przez Sowietów. Wystrzelił około 1900 nabojów w jednym teście. Jego celność była w zasadzie porównywalna z StG44, chociaż długość linii celowniczej była znacznie krótsza (266 mm w porównaniu z 418 mm).
O istnieniu karabinków Grossfuss i podstawowych zasadach jego działania Zachód dowiedział się dopiero dekadę po zakończeniu wojny. Według książki wydanej przez Army Ordnance Corps w 1958 roku:

Firma Grossfuss w Dobelinie wyprodukowała unikalny system gazowego opóźnienia odrzutu, jakiego nigdy wcześniej nie widziano. Zgłoszono, że broń Grossfussa była przedstawiona przed Waffenkommission Spree, ale najwyraźniej nigdy nie dotarła do WaPruf 2 [Deptamentu Rozwoju i Testowania Heereswaffenamt]. Opracowanie broni datowano na koniec 1944 lub początek 1945 roku

Pojedynczy, częściowo zdekompletowany egzemplarz jest do dziś przechowywany w Wojskowo-Historycznym Muzeum Artylerii, Wojsk Inżynieryjnych i Łączności w Sankt Petersburgu.
Po wojnie zasadę gazowego opóźnienia odrzutu stosowały niektóre radzieckie prototypy, np. TKB-454 zaprojektowany w Tule przez A. Korobowa.